# Baranicha (osada)
Baranicha – osada w Polsce, położona w województwie mazowieckim, w powiecie garwolińskim, w gminie Łaskarzew.